# 10512 Yamandu
10512 Yamandu eller 1989 TP11 är en asteroid i huvudbältet som upptäcktes den 2 oktober 1989 av den amerikanska astronomen Schelte J. Bus vid Cerro Tololo-observatoriet. Den är uppkallad efter amatörastronomen Yamandu A. Fernandez.
Asteroiden har en diameter på ungefär 10 kilometer.